# ホンタイジ (称号)
ホンタイジは、ユーラシア大陸の遊牧民の間で広く使われた君主号の一種。漢字では皇太極や皇太子と書く。皇太子や副王などの意を含んだ言葉なので、さまざまな遊牧民の君主が名乗った。
一般に、日本で「ホンタイジ」というと清の第2代皇帝太宗を指すので、太宗以外のホンタイジは「○○・ホンタイジ」と書かれることが多い。
- 皇太極（ホンタイジ） - 清の第2代皇帝（太宗）。
- バートル・ホンタイジ - オイラト部族連合に属すジュンガル部の第2代部族長、および初代ホンタイジ。
- ウバシ・ホンタイジ - モンゴルのハルハ部族長。ロシアから「モンゴル王」と呼ばれるが、ホシュートによって殺される。
- ドゥーレン・センゲ・ホンタイジ - アルタン・ハーンの長子。アルタンの死後、ハーンの位を継ぐ。